# 無臀海龍屬
無臀海龍屬，為輻鰭魚綱棘背魚目海龍科的其中一屬。

## 下属物种
- 紅無臀海龍（Notiocampus ruber）